# Jim Sundgren
Jim Erik Sundgren, född 6 september 1982 i Anderstorp, Jönköpings län, är en svensk tidigare handbollsspelare (mittnia).

## Karriär
Jim Sundgren började spela handboll i Anderstorps SK. Han kom inför säsongen 2001/2002 till HK Drott Han var med och tog SM-guld direkt då de vann SM-finalspelet mot rivalerna Redbergslids IK.
Efter tre säsonger i Drott återvände Sundgren till Anderstorps SK inför säsongen 2004. Enligt klubbens statistik spelade han totalt 224 matcher och gjort 741 mål för klubbens A-lag. 2009 blev han ny spelare i Alstermo IF (nuvarande Amo Handboll).